# Giustina (imperatrice)
Giustina (in latino Iustina; ... – 388) è stata un'imperatrice romana, seconda moglie dell'imperatore romano Valentiniano I e la madre del futuro imperatore Valentiniano II, oltre che di Galla, Grata e Giusta.

## Biografia
Era la figlia di Giusto, governatore del Picenum sotto Costanzo II, che l'imperatore fece uccidere in quanto, come racconta Socrate Scolastico, il governatore fece un sogno che l'imperatore interpretò come un presagio di rivolta. Giustina era verosimilmente appartenente alla dinastia costantiniana, probabilmente tramite sua madre: forse fu la nipote di Crispo (figlio di Costantino I) o di Giulio Costanzo (fratellastro di Costantino). È noto che aveva due fratelli, Costanziano e Cereale, entrambi ufficiali sotto Valentiniano.
Giustina fu dapprima la moglie dell'usurpatore Magnenzio (morto nel 353). Valentiniano I, dopo aver ripudiato la prima moglie Marina Severa, sposò Giustina, non più tardi del 370. Ella divenne così matrigna del futuro imperatore Graziano. Durante il regno di Graziano, Giustina visse a Sirmio, ma durante il regno di suo figlio (Valentiniano II, che salì al potere all'età di quattro anni), ella governò a tutti gli effetti in sua vece, trasferendosi a Milano.
Per molti anni Giustina, di fede ariana, ebbe vari scontri con Aurelio Ambrogio, vescovo di Milano dal 374.
Nell'estate del 387, Giustina, insieme al figlio, fuggì a Salonicco per chiedere aiuto a Teodosio I, contro l'usurpatore Magno Massimo che stava per scendere in Italia. Giustina, per cercare di conservare l'impero al figlio Valentiniano II, offrì a Teodosio la figlia Galla e, dopo aver ricevuto una flotta da Teodosio, salpò per l'Italia. Durante il viaggio, però, Giustina morì, e da lì a poco la stessa sorte toccò al figlio, che fu assassinato.